# Ytterhiske

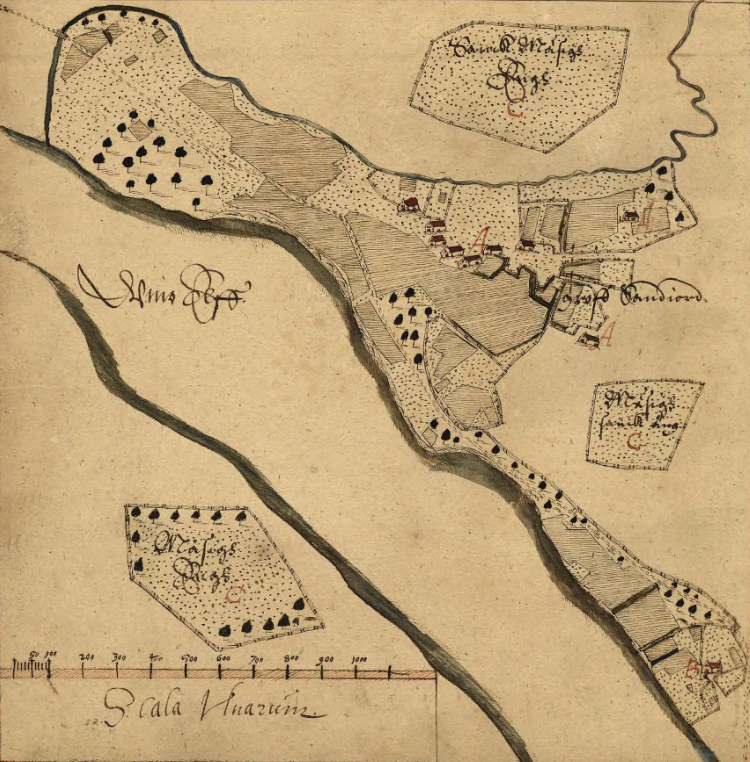
Den äldsta kända kartan över Ytterhiske by, ritad av Olof Tresk 1642. Byn avgränsades i princip av Tvärån, men hade också några ängar på andra sidan ån.

Ytterhiske var i århundraden en by strax utanför Umeå. Idag är den gamla byn en del av stadsdelen Väst på stan i Umeå.
Ytterhiske antas från början ha varit en del av byn Hiske, som grundades på 500-talet och som ett årtusende senare delades i Västerhiske och Ytterhiske. Tvärån utgjorde längs delar av sitt lopp gräns mellan Ytterhiske och den västliga grannbyn Grisbacka.
1913 togs beslutet som införlivade delar av Ytterhiske med Umeå stad.